# تیم ملی والیبال زنان ازبکستان
تیم ملی والیبال زنان ازبکستان (انگلیسی: Uzbekistan women's national volleyball team) تیم ملی والیبال مختص زنان ازبکستانی است که به عنوان نماینده ازبکستان در رقابت‌های رسمی و دوستانه با حریفان به رقابت می‌پردازند.